# رمزية الثانية (اسماعيلية)
رمزية الثانية (بالفارسية: رمزیه دو) هي قرية وتقع في إيران في قسم إسماعيلية الريفي. يقدر عدد سكانها بـ 147 نسمة بحسب إحصاء 2016.